# Zapomnij mi
Zapomnij mi – debiutancki album studyjny polskiej piosenkarki Sarsy. Wydawnictwo ukazało się 28 sierpnia 2015 nakładem wytwórni muzycznej Universal Music Polska. Teksty piosenek napisała Sarsa, a muzykę artystka i Tomasz Konfederak. Album dotarł do 2. miejsca polskiej listy przebojów – OLiS, osiągając status platynowej płyty.
Promocję Zapomnij mi rozpoczęto w kwietniu 2015 roku, wraz z premierą pierwszego promującego singla – „Naucz mnie”. Kompozycja zajęła m.in. 1. miejsce w notowaniu AirPlay oraz 1. pozycję na liście AirPlay – TV. Singel został w Polsce certyfikowany diamentową płytą, przekraczając liczbę 100 tysięcy sprzedanych kopii. 14 sierpnia wydany został drugi singel, „Indiana”, który zajął 12. miejsce na liście AirPlay i uzyskał certyfikat złotej płyty. Trzecią piosenką promującą wydawnictwo została – „Zapomnij mi”, notowana na 6. miejscu na liście AirPlay, która uzyskała status platynowej płyty. Czwartym singlem została piosenka „Feel No Fear”.

## Lista utworów
Opracowano na podstawie materiału źródłowego.
| Nr  | Tytuł utworu       | Słowa            | Muzyka                              | Długość |
| --- | ------------------ | ---------------- | ----------------------------------- | ------- |
| 1.  | „Indiana”          | Marta Markiewicz | Marta Markiewicz, Tomasz Konfederak | 3:17    |
| 2.  | „Dogonię nas”      | Marta Markiewicz | Marta Markiewicz, Tomasz Konfederak | 3:29    |
| 3.  | „Zapomnij mi”      | Marta Markiewicz | Marta Markiewicz, Tomasz Konfederak | 3:37    |
| 4.  | „Pozwól odejść”    | Marta Markiewicz | Marta Markiewicz, Tomasz Konfederak | 3:32    |
| 5.  | „Naucz mnie”       | Marta Markiewicz | Marta Markiewicz, Tomasz Konfederak | 3:18    |
| 6.  | „Ona nie jest mną” | Marta Markiewicz | Marta Markiewicz                    | 3:59    |
| 7.  | „Feel No Fear”     | Marta Markiewicz | Marta Markiewicz                    | 3:52    |
| 8.  | „Chill”            | Marta Markiewicz | Marta Markiewicz                    | 4:02    |
| 9.  | „Dumb Love”        | Marta Markiewicz | Marta Markiewicz                    | 4:00    |
| 10. | „23 takie lata”    | Marta Markiewicz | Marta Markiewicz                    | 3:15    |
| 11. | „Brown Eyes”       | Marta Markiewicz | Marta Markiewicz                    | 5:17    |
|     |                    |                  |                                     | 41:38   |